# Alfredo Escande
Alfredo Escande (Montevideo, 1949) es un guitarrista, pedagogo y escritor uruguayo.

## Biografía
Comenzó sus estudios en 1961 con Juan Carlos Risso y a partir de 1974 fue discípulo del Maestro Abel Carlevaro, convirtiéndose un par de años después en su asistente, colaborando en la preparación de los libros pedagógicos de la Escuela Carlevaro, y en numerosos cursos internacionales en Sud América y Europa.
Alfredo Escande se ha dedicado a la difusión de la Teoría Instrumental Carlevaro, dictando conferencias y clases magistrales en diversas ciudades del mundo.
Fue vicepresidente de la “Comisión Directiva del Centro Guitarristico de Uruguay”, y a partir de 1994 condujo junto a Cesar Amaro “La Guitarra y sus Intérpretes” programa televisivo semanal, que se emitió durante once temporadas ininterrumpidas por el canal estatal. 

## Publicaciones
- “Abel Carlevaro – Un nuevo mundo en la guitarra”: Estudio detallado de la vida y obra de Abel Carlevaro publicado el 2005 por el sello Aguilar, del grupo editorial Santillana. ISBN 19789974950429
- “Sor, Aguado, Carlevaro- Continuidades y rupturas” publicado el 2005 por la editorial Barri. ISBN 979-0804700053
- “Don Andrés y Paquita - La vida de Segovia en Montevideo”: investigaciones  sobre la estancia Andrés Segovia en la capital uruguaya. Publicado el año 2009. Traducido al inglés (publicado en Estados Unidos por “Amadeus Press” en 2012), y al japonés (publicado en 56 entregas mensuales por la revista “Gendai Guitar” de Tokio entre abril de 2011 y noviembre de 2015). ISBN 978-1574672053
- “Numa Moraes- De Curtina a la Haya” (coautor junto con Numa Moraes)[1] publicado el 2011 por la editorial Planeta. ISBN 9789974685857